# 티레의 왕 목록
현재 레바논에 있는 고대 페니키아 도시 티레의 전통적인 왕 목록은 요세푸스의 작품 어겐스트 아피온과 유대 골동품에 나온다. 그의 목록은 에페수스의 메난더의 잊혀진 역사에 기초한다.

## 그리스 신화에 따른 고대 티레의 군주
| 아게노르               | c. 1500 BC  | |
| 포이닉스               |             | |
| 에리-아쿠 (헤라클레스) | c. 1400 BC  | 에리아쿠는 그리스 영웅 헤라클레스의 원본과도 같은 인물이였을 수 있다. 성경의 엘라세르의 아리오치 왕 그리고 호머의 트로이와 폰투스의 에릭토니우스과도 흡사하다. |
| 아비-밀쿠              | 1300's      | 아마르나 편지에 나오는 티레의 시장/군주 (1350-1335 BC). |
| 아리바스               | fl. c. 1230 | |
| 바알-테르메그          | fl. c. 1220 | |
| 바알                   | c. 1193     | |
| 푸마이                 | c.1163-1125 | |

## 페니키아 도시국가 티레, 990 - 475 BC
히람 1세에서 퓌그말리온까지의 티레 왕 목록의 연대의 재구성은 세가지 독립적인 문헌에서 달성되었다.
성경에 따르면 기원전 967년의 솔로몬의 사원 건축 기록, 아시리아 기록에 따르면 기원전 841년의 조공기록 그리고 로막의 사학자 폼페이우스 트로구스에 따르면 디도 여왕이 그의 오빠 퓌그말리온에게서 달아난 해를 기준으로 기원전 825년이 그의 치세 7년에 해당된다. 로마 창건 75년전이다.
| 아비바알                                       | 993 - 981 BC | 시작 년도는 증거없는 추정치이다.                      |
| 히람 1세                                       | 980 – 947 BC | 다윗, 솔로몬과 동시대 인                              |
| 바알-에세르 1세 (발라제로스 1세, 발마제르 1세) | 946-930 BC   |                                                       |
| 압다스타르투스 (‘아브드 아스타르트)            | 929-921 BC   |                                                       |
| 아스타르투스 (‘아슈타르트)                     | 920-901 BC   | 전임자를 살해. 집권한 4형제의 맏이.                   |
| 델레아스타르투스 (달라이-아슈타르투)           | 900-889 BC   |                                                       |
| 아스타리무스 (아슈타르롬)                      | 888-880 BC   |                                                       |
| 펠레스 (필레스)                                | 879 BC       | 4형제의 막내                                          |
| 이토바알 1세 (에트바알 1세)                    | 878-847 BC   | 전임자 살해. 성경의 제제벨의 아버지.                  |
| 바알-에세르 2세 (발라제로스 2세, 발마제르 2세) | 846-841 BC   | 샬만에세르 3세에 조공 841 BC.                         |
| 마탄 1세                                       | 840-832 BC   | 퓌그말리온과 그녀의 자매 디도의 아버지                |
| 퓌그말리온 (품마이)                            | 831-785 BC   | 디도는 퓌그말리온에게서 달아나 카르타고를 창건하였다. |

## 아시리아의 부상 기원전 8, 7세기
이들 왕의 존재는 아시리아의 기록에 따른다.
| 이토바알 2세 (Tuba‘il) | 750 - 739 BC | 티글라트-필레세르 3세의 이란 이란 비문에 이름이 발견되었다. 티글라트피레세르에 조공을 바쳤는데 이스라엘의 마나세와 동시대였다.(743 or 742 BC). |
| 히람 2세               | 739 - 730 BC | T-P 3세에게 조공을 바쳤다. |
| 마탄 2세               | 730 - 729 BC | |
| 엘룰라이오스           | 729 - 694 BC | |
| 아브드 멜카르트        | 694 - 680 BC | |
| 바알 1세               | 680 - 660 BC | |

- 티레는 아시리아 와/또는 이집트에 의해 70년간 조정되었다.

## 바빌론 제국 573 - 539 BC
카르타고가 티레에서 독립하였다.  574 BC
| 에슈바알 3세 | 591 - 573 BC |
| 바알 2세     | 573 - 564 BC |
| 야킨바알     | 564 BC       |

### 티레의 쇼프팀(Shoftim)
기원전 560년의 왕조는 전복되고 판사 또는 쇼프팀에 의한 과두정이 세워졌다. 히람 3세의 즉위로 왕정이 회복되었다.
| 첼베스                    | 564 - 563 BC |
| 압바르                    | 563 - 562 BC |
| 마탄 3세 와 케르 아슈다리 | 562 - 556 BC |
| 바알-에세르 3세           | 556 - 555 BC |
| 히람 3세                  | 551 - 532 BC |

## 페르시아 제국 539 - 411 BC
- 마탄 3세
- 불로메누스
- 압데몬 c.420 - 411 BC[2]

## 페르시아 제국 374 - 332 BC
- 에우고라스
- 아제밀쿠스 c.340 - 332 BC - 알렉산더 대왕 점령기의 왕

로마 공화국 시대, 마리온 (c. 42 BC)  티레의 독재관
예루살렘 함락후 티레는 예루살렘 왕국의 수도로 1291년 함락 전까지 존속하였다.

## 같이 보기
- 히람 1세
- 티레의 퓌그말리온
- 디도